# Симахия
Симахия (на старогръцки: Συμμαχία, от sýn – заедно и máchomai – сражение) в Древна Гърция е военно-политически и преимуществено настъпателен съюз между полиси. В симахията съюзниците имат и общи органи за управление, освен военното си обединение, но той не представлява единна държава.
Първите симахии възникват през 6 век пр.н.е. Първата известна от източниците симахия е Пелопонеската, начело с Аргос, а после и със Спарта, след Битката при Тиринт (ок. 524 г. пр.н.е.). Друг подобен съюз е възглавяваният от Древна Атина Делоския морски съюз - противник на Пелопонеския в Пелопонеските войни.